# バイオレット (たばこ)
バイオレット（Violet）は、日本たばこ産業(JT)が沖縄県向けに製造・販売していた紙巻きたばこの銘柄である。
フィルター付き。
たばこ税の分類上は旧3級品にあたる。ブランド名そのままの紫色のパッケージと手書き風の英字ロゴが特徴。ソフトパックである。

## 概要

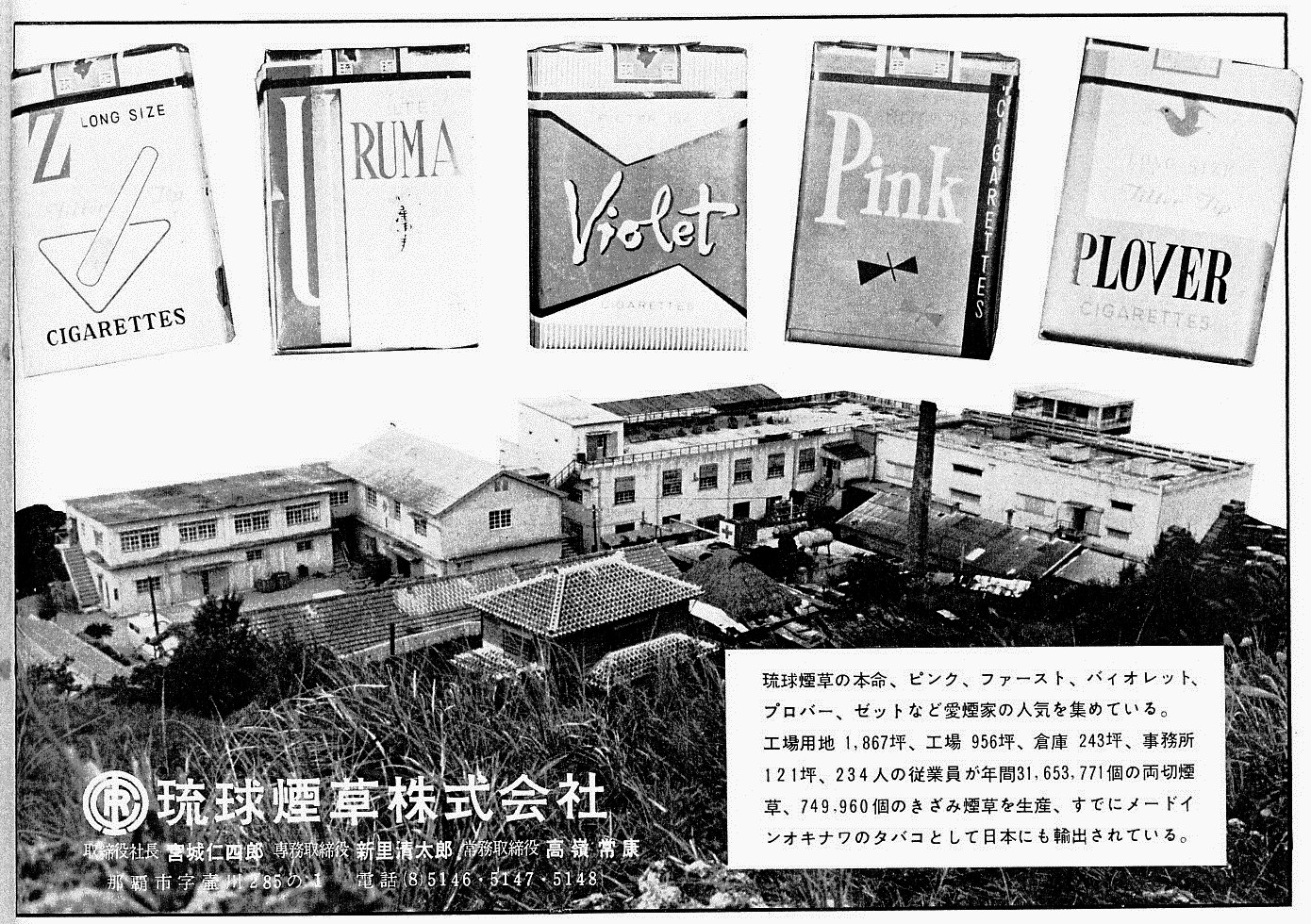
琉球煙草の広告（『オキナワグラフ』1961年2月号掲載）。中央のケースが「バイオレット」

米軍統治時代、沖縄においては琉球煙草、オリエンタル煙草、沖縄煙草産業の三民間会社が煙草の販売をしており、「バイオレット」はそのうち琉球煙草の製品として、1959年に販売が開始されたものである。
沖縄返還によって、沖縄においても煙草の専売制が敷かれることとなったが、琉球煙草が製造していた「バイオレット」は「うるま」（1960年販売開始）とともに日本専売公社へ製造が引き継がれた。なおこの時、オリエンタル煙草の「ハイトーン」と「ロン」も継承されたが、ともに現在では製造が行われていない。
「旧3級品」に設けられているたばこ税の軽減措置が2016年4月以降、段階的に縮小・廃止されるために値上げされ、2018年4月1日より一箱350円となる。封緘紙のデザインは「ハイライト」と共有している。2018年12月以降、在庫完売をもって終売とすることが発表された。

## 製品一覧

### 販売終了製品
※発売年月日は旧専売公社としての発売日